# Attonda
Attonda é um gênero de traça pertencente à família Arctiidae.